# جو لويس (ممثل)
جو لويس (بالإنجليزية: Joe Lewis)‏ هو فنان قتالي ولاعب كاراتيه وملاكم كيك بوكسينغ وممثل أمريكي، ولد في 7 مارس 1944 في الولايات المتحدة، وتوفي في 31 أغسطس 2012.

## وصلات خارجية
- جو لويس على موقع IMDb (الإنجليزية)
- جو لويس على موقع ألو سيني (الفرنسية)
- جو لويس على موقع أول موفي (الإنجليزية)
- جو لويس على موقع قاعدة بيانات الفيلم (الإنجليزية)
- جو لويس على موقع كينوبويسك (الروسية)